# Pregón Siglo XXI (revista)
Pregón Siglo XXI es una revista literaria publicada en Pamplona desde junio de 1993 hasta 2013 (desde los números 1 al 45-46) continuando desde 2017 (con el número 47) hasta la actualidad que ha alcanzado el número 65 (en la serie histórica, el número 200). Es continuadora del legado de Pregón, fundada en 1943. Aparece en español principalmente, aunque incluye artículos literarios en vasco. Sus presentaciones tienen lugar, habitualmente, en el Nuevo Casino Principal de Pamplona situado encima del legendario Café Iruña.

## Historia
La nueva revista quería seguir el camino de la revista Pregón iniciado en 1943. Era el nuevo presidente honorario de la nueva Sociedad Cultural Navarra Peña PREGÓN José María Corella Iraizoz, hijo del fundador de la Peña Pregón, Faustino Corella Estella, que había fallecido en 1991. La nueva presidencia recae en Baltasar Soteras Elía. La precariedad inicial de medios y recursos llevó a editar los dos primeros números en multicopista. En esta nueva etapa empezó siendo el director de la revista Jesús Tanco Lerga que también era vicepresidente. En ese nuevo período se publicaron separatas y números monográficos.
En 2013, con la crisis económica y la desaparición de la Caja de Navarra, la revista se quedó sin fuente de ingresos y se suspendieron temporalmente sus actividades. Para ese momento, se habían publicado 46 números.
En marzo de 2016 se nombró la nueva dirección y aparecen tanto en formato papel como digital bajo la dirección de María José Vidal Errasti. La frecuencia ha variado desde tres números al año a los cuatro actuales (trimestralmente).

## Colaboradores
Estos son los más habituales:
- Juan José Martinena Ruiz
- Luis Eduardo Oslé Guerendiáin
- Ricardo Ollaquindia
- José Javier Viñes Rueda
- José María Muruzábal del Solar, presidente de la asociación
- Pedro Sáez Martínez de Ubago
- José Miguel Iriberri Rodríguez
- María José Vidal Errasti
- Javier Álvarez Caperochipi
- José María Corella Iráizoz
- Víctor Manuel Arbeloa
- Joaquín Ansorena Casaus
- Ricardo Guelbenzu Morte
- Javier Díaz Húder

## Contenido
En general, temas culturales y artísticos relacionados con Navarra. 